# Pokémon Home
Pokémon Home, estilizado como Pokémon HOME, es una aplicación para teléfonos móviles gratuita y un juego de Nintendo Switch, desarrollado por ILCA y publicado por The Pokémon Company, que forma parte de la franquicia Pokémon y que fue lanzada en febrero del 2020. Su uso principal es proporcionar un almacenamiento en la nube para Pokémon. Pokémon Home también contiene a la Terminal Global (GTS, por sus siglas en inglés), la cual no incluyeron en Pokémon Espada y Escudo, y permite transferir Pokémon desde el sistema de almacenamiento anterior, el Banco de Pokémon de la Nintendo 3DS, así como desde Pokémon Go, hacia la Switch.

## Resumen
Pokémon Home tiene dos versiones diferentes: la versión para la Nintendo Switch y la versión para teléfonos móviles. Ambas versiones están conectadas por medio de una Cuenta Nintendo y existe un plan básico gratuito y un plan prémium pagado. Todos los usuarios de ambas versiones pueden acceder también a una Pokédex nacional que se va actualizando a medida que se depositan Pokémon en Home. Si un usuario completa esta Pokédex, recibe un Magearna color vetusto como recompensa. El plan prémium permite a los usuarios transferir Pokémon desde el Banco de Pokémon a las cajas en Home utilizando ambas versiones, aunque esto solo se puede realizar unidireccionalmente, y les permite también ver las «fortalezas individuales» de un Pokémon. Los usuarios de ambas versiones pueden transferir, de manera unidireccional, Pokémon desde Pokémon Go hacia Home sin necesitar un plan prémium.

### Características exclusivas de la versión para Nintendo Switch
Con el plan básico, los usuarios pueden acceder a la caja básica, donde pueden dejar hasta 30 Pokémon. Esta se puede utilizar para depositar Pokémon desde Pokémon: Let's Go, Pikachu! y Let's Go, Eevee! y desde Pokémon Espada y Escudo. Sin embargo, los usuarios no pueden mover Pokémon desde Espada y Escudo hacia los juegos Let's Go ni pueden depositar Pokémon devuelta a esos juegos si ya los han movido a Espada y Escudo. Los usuarios pueden mover libremente Pokémon en las Pokédex regionales, de La Isla de la Armadura y de Las Nieves de la Corona de Espada y Escudo entre Pokémon Home y estos juegos. Al depositar Pokémon en Home, los usuarios ganan puntos Pokémon HOME. Los usuarios pueden transferir estos puntos a Espada y Escudo para obtener Puntos de batalla; 30 puntos Pokémon HOME equivalen a 1 Punto de batalla. Una actualización lanzada en mayo del 2022 permitió que la aplicación fuera compatible con Pokémon Diamante Brillante y Perla Reluciente y con Leyendas Pokémon: Arceus.
Con un plan prémium, los usuarios pueden acceder a las 200 cajas disponibles, las que pueden almacenar hasta 6000 Pokémon en total.

### Características exclusivas de la versión para teléfonos móviles
Los usuarios de la aplicación para teléfonos móviles de Pokémon Home pueden ver a los Pokémon que han depositado desde la versión para Nintendo Switch, pero no pueden moverlos desde o hacia Home. 
Con la versión para celulares, los usuarios pueden intercambiar Pokémon con otros utilizando varias características diferentes. La «caja prodigiosa» permite a los usuarios dejar Pokémon para intercambiarlos y recibir a cambio un Pokémon de otro usuario al azar. Se pueden dejar hasta tres Pokémon en la caja prodigiosa a la vez con el plan básico. Los usuarios también pueden acceder a la GTS, donde otros usuarios han dejado Pokémon para intercambiarlos a cambio de otro Pokémon. Solo se puede dejar un Pokémon para intercambiarlo en la GTS con el plan básico y los usuarios pueden especificar el nivel y el tipo del Pokémon que quieren a cambio. Los usuarios también pueden buscar en la GTS, utilizando especificaciones como el nivel y el tipo, si tienen el Pokémon que quiere la otra persona y si esta quiere un Pokémon legendario o singular. Hasta la actualización 1.5.0, el usuario también puede buscar, en la GTS, el Pokémon que le piden, así como por forma e idioma; estas características no estaban incluidas en las iteraciones anteriores de la GTS. Otra característica permite a los usuarios entrar al grupo de otro usuario, el que puede tener desde tres a veinte participantes y donde cada usuario selecciona un Pokémon para intercambiarlo con otra persona, lo que luego se realiza de manera aleatoria en el grupo. Finalmente, los usuarios pueden realizar intercambios con los usuarios que tengan registrados como amigos por medio de un código de amigo, lo que se parece a como se hace en Pokémon Espada y Escudo.
Los usuarios de la versión para celulares de Pokémon Home pueden recibir regalos misteriosos, los que se reparten por varias razones, y pueden revisar los datos de combate de Espada y Escudo y ver noticias sobre Pokémon.
El plan prémium permite a los usuarios dejar hasta diez Pokémon en la caja prodigiosa, tres Pokémon en el GTS y crear grupos para realizar intercambios.